# Songs of the Beatles
Songs of the Beatles — студийный альбом американской певицы Сары Воан, выпущенный 9 апреля 1981 года на лейбле Atlantic Records. Записан был в 1977 году, но не выпускавшийся в течение четырёх лет из-за проблем с контрактом на запись. Он содержит песни, написанные и первоначально исполненные британской группой The Beatles, с современными поп- и джазовыми аранжировками.

## Отзывы критиков
| Оценки критиков               | Оценки критиков |
| Источник                      | Оценка          |
| ----------------------------- | --------------- |
| AllMusic                      | [ 2 ]           |
| Encyclopedia of Popular Music | [ 3 ]           |
| Los Angeles Times             | [ 4 ]           |

В целом, джазовый обозреватель Los Angeles Times Леонард Физер был благосклонен в своей оценке, присудив альбому три с половиной звезды, несмотря на некоторые опрометчивые коммерческие ухищрения: «Записанная несколько лет назад, по необъяснимым причинам отложенная в долгий ящик и теперь с опозданием выпущенная, она не является ни опрометчивым предприятием, которого можно опасаться, ни жизненно важной частью музыкальной истории. Спродюсированный и аранжированный командой отца и сына Марти и Дэвидом Пейчем, в нем есть моменты превосходства Воан. То, что пошло не так, в основном по вине продюсеров: перегруженные аранжировки, дублированные бэк-вокалисты, о которых Воан даже не была осведомлена, утомительный тенор-саксофон и жёсткий ритм. Однако по большей части, благодаря своей неукротимой музыкальности и присущим некоторым мелодиям достоинствам, Воан побеждает».
Рон Уинн из AllMusic отметил, что оценка альбома зависит строго от личного отношения к The Beatles.

## Список композиций
Слова и музыка всех песен Пола Маккартни и Джона Леннона, за исключением отмеченных.
1. «Get Back» — 2:55
2. «And I Love Her» — 4:08
3. «Eleanor Rigby» — 3:48
4. «The Fool on the Hill» — 4:15
5. «You Never Give Me Your Money» — 2:48
6. «Come Together» — 3:22
7. «I Want You (She’s So Heavy)» — 3:31
8. «Blackbird» — 3:34
9. «Something» (Джордж Харрисон) — 4:16
10. «Here, There and Everywhere» — 2:49
11. «The Long and Winding Road» — 3:08
12. «Yesterday» — 4:02
13. «Hey Jude» — 1:09

## Участники записи
- Аранжировка, продюсер — Дэвид Пейч, Марти Пейч
- Бас-гитара — Дэвид Хангейт
- Вокал — Сара Воан
- Губная гармоника — Тутс Тилеманс
- Концертмейстер — Сид Шарп
- Синтезатор — Стив Поркаро
- Ударные — Джефф Поркаро